# Лірідон Лечі
Лірідон Лечі (алб. Liridon Leci, нар. 11 лютого 1985, Приштина) — албанський та косовський футболіст, захисник клубу «Дріта» (Г'їлані).
Володар Кубка Албанії.

## Ігрова кар'єра
Народився 11 лютого 1985 року в місті Приштина. Вихованець футбольної школи клубу «Приштина». Дорослу футбольну кар'єру розпочав 2004 року в основній команді того ж клубу, в якій провів один сезон.
Згодом з 2005 по 2011 рік грав у складі команд клубів «Ельбасані», «Фламуртарі», «Беса», «Влазнія» та «Кастріоті». Протягом цих років виборов титул володаря Кубка Албанії.
Протягом 2011—2017 років захищав кольори шведських клубів «Кальмар», «Ландскруна БоІС» та косовських «Айвалія» і «Приштина».
До складу «Дріти» (Г'їлані) приєднався 2017 року.

## Титули і досягнення
- Володар Кубка Албанії (1):

«Беса»: 2009-2010
- Чемпіонат Косова (3):

«Приштина»: 2003-2004
«Дріта»: 2017-2018, 2019-2020
- Володар Кубка Косова (1):

«Ллапі»: 2020-2021
- Володар Суперкубка Косова (2):

«Приштина»: 2016
«Дріта»: 2018